# Weltbild
|  | Dieser Artikel wurde in der Qualitätssicherung Philosophie eingetragen. Artikel, die sich als nicht relevant genug herausstellen oder mittelfristig kein hinreichend akzeptables Niveau erreichen, können schließlich auch zur Löschung vorgeschlagen werden. Bitte hilf mit, die inhaltlichen Mängel dieses Artikels zu beseitigen, und beteilige dich bitte an der Diskussion! Bitte entferne diesen Hinweis nicht ohne Absprache! |

Das Weltbild (lateinisch Imago mundi) ist die Vorstellung der erfahrbaren Wirklichkeit als Ganzes, welches mehr ist als die Summe seiner Teile. Im engeren Sinne bezeichnet es ein Modell der wahrnehmbaren Welt. Dabei kann ein eher objektiver und theoretischer Akzent vorherrschen gegenüber einer subjektiven und praktisch verstandenen „Weltanschauung“.

## Begriffsgeschichte
Erstbeleg des deutschen Ausdrucks ist die Übersetzung von Martianus Capella, De nuptiis Philologiae et Mercurii von Notker. Dort wird lat. forma ideaque mundi übersetzt mit uuerlt-pilde und damit jeweils in platonisierendem Sinne Bezug genommen auf ein geschnitztes Bild, das für die Ideen steht, deren Realisierungen die endliche Welt abbildhaft ausfaltet.

## Weltbilder im Sinne kosmologischer Vorstellungen

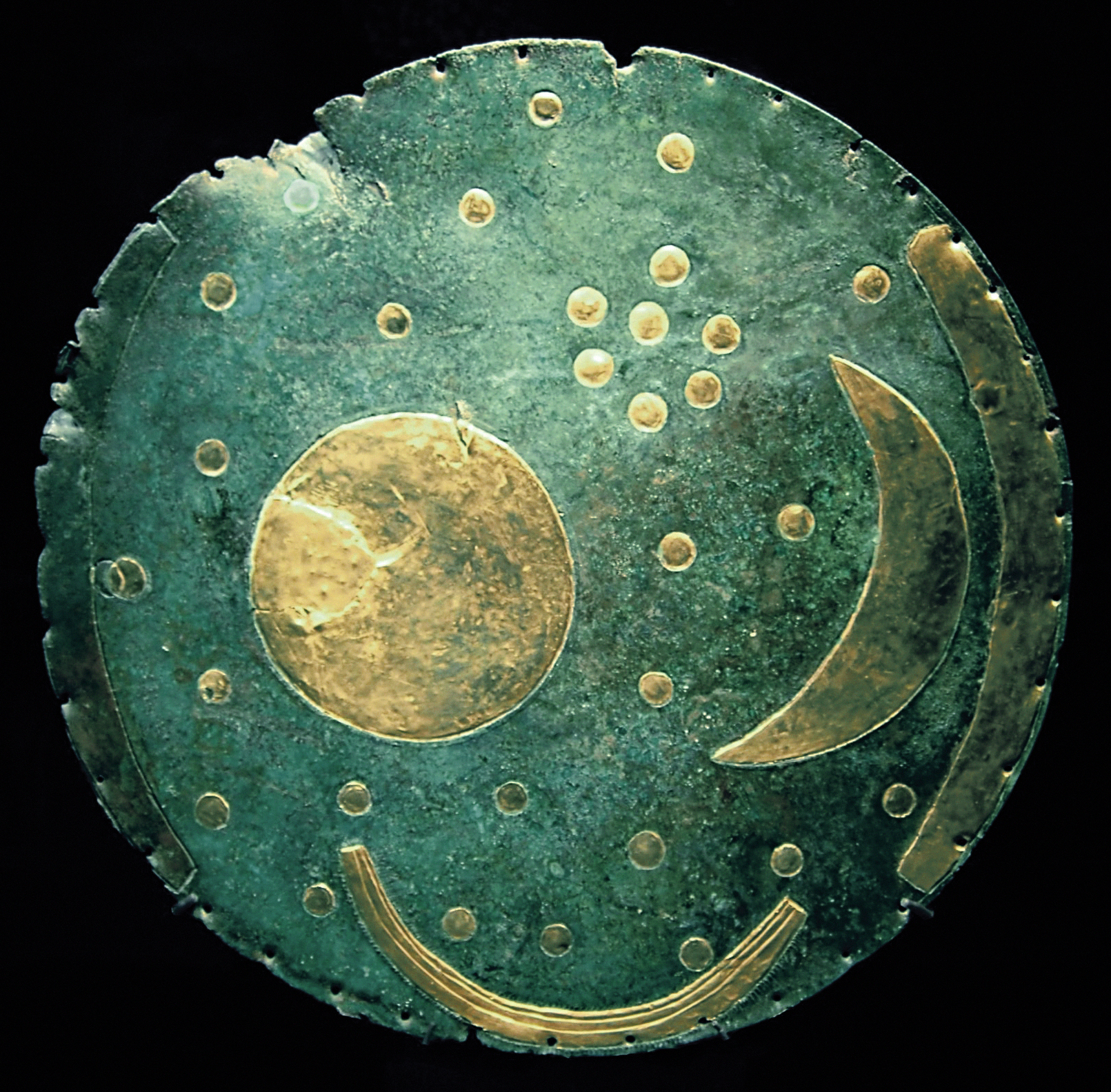
Die Himmelsscheibe von Nebra

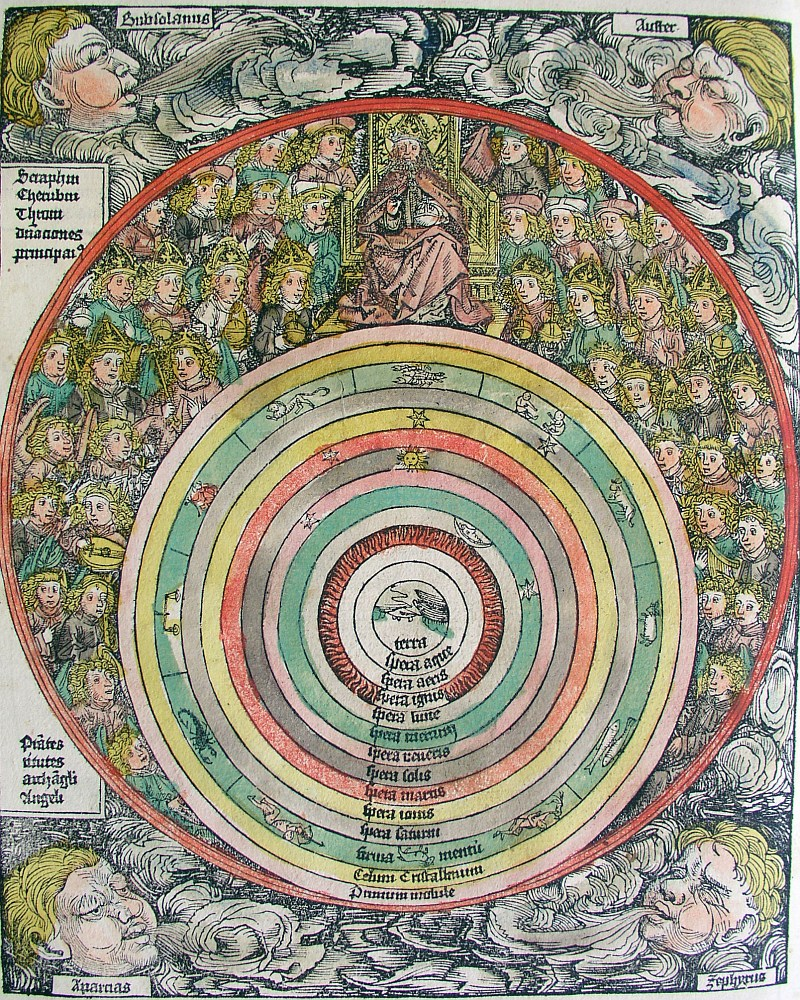
Geozentrisches Weltbild im Mittelalter aus der Schedelschen Weltchronik

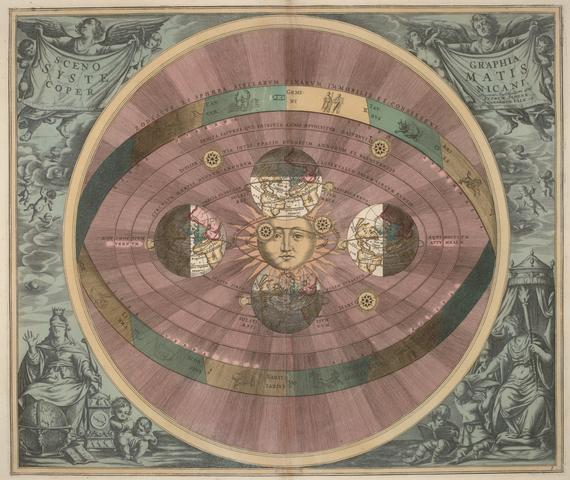
Heliozentrisches Weltbild

Die Frage, wie die Welt als Ganzes aufgebaut ist, beschäftigte die Menschen schon in prähistorischer Zeit. Als älteste Darstellung des Himmels gilt die Himmelsscheibe von Nebra aus der Bronzezeit.
Das babylonische Weltbild prägte die Vorstellung der Welt in der Antike. Die Oberseite der Erde ist demnach eine flache Scheibe, die sich unter einem mit Luft gefüllten Himmelsgewölbe, dem Firmament, befindet. Die Sterne sind „Lichter“, die fest am Firmament befestigt sind (Sternenhimmel), während die sieben Planeten auf Wegen im Himmelsgewölbe und unter der Erde um diese herum wandern. Die Landmassen der Erde sind an der Erdoberseite von einem, noch zur Erde gehörenden Salzwassermeer umgeben. Himmel und Erde befinden sich außerdem in einem kosmischen Süßwasserozean, der sie vollständig umgibt.
Dieses Weltbild wurde jedoch schon in der Antike widerlegt und die Kugelgestalt der Erde erkannt. Aristoteles begründete in seiner Schrift Über den Himmel schlüssig, warum die Erde eine Kugel sein müsse. Eratosthenes gelang es als erstem, den Erdumfang aus astronomischen Beobachtungen zu berechnen. Allerdings glaubte man in der griechischen Antike und darauf aufbauend bis zum Ende des Mittelalters, dass die Erde im Zentrum der Welt stehe. Dieses von Claudius Ptolemäus begründete geozentrische Weltbild beschrieb die Bahnen von Sonne, Mond und Sternen als Epizyklen. Es stimmte gut mit den Beobachtungen überein, war aber sehr kompliziert.
Nikolaus Kopernikus erkannte, dass sich die Bahnberechnungen erheblich vereinfachen, wenn man annimmt, dass nicht die Erde, sondern die Sonne im Zentrum steht. Da dieses heliozentrische Weltbild jedoch im Widerspruch zur damaligen Lehre der katholischen Kirche stand, wurde es von ihr abgelehnt. Tycho Brahe entwickelte ein Weltbild (siehe tychonisches Weltmodell), in dem zwar die Erde im Zentrum stand. Die Planeten kreisten aber nicht um die Erde, sondern um die Sonne, die sich ihrerseits um die Erde bewegte. Johannes Kepler konnte mit Brahes Beobachtungsdaten belegen, dass das heliozentrische Weltbild korrekt war. Er erkannte jedoch auch, dass die Planetenbahnen keine Kreise waren – wie von Kopernikus angenommen –, sondern Ellipsen. Galileo Galilei stützte durch seine Beobachtungen die Keplerschen Gesetze und vertrat das heliozentrische Weltbild sehr offensiv, was ihn in Konflikt mit der Kirche brachte. Die offensichtliche Diskrepanz zwischen den Worten der Meinung der Kirche und der naturwissenschaftlichen Erkenntnis erklärte er damit, „dass es nämlich die Absicht des heiligen Geistes ist, uns zu lehren, wie man in den Himmel kommt, nicht wie sich der Himmel bewegt.“ Seither emanzipiert sich das naturwissenschaftliche Weltbild immer weiter von biblischen Vorstellungen.
Isaac Newton konnte mit seiner Theorie der Gravitation eine physikalische Erklärung für die Gestalt der Planetenbahnen geben. Die Sterne galten zu jener Zeit noch als unveränderlich (daher die Bezeichnung Fixsterne). Bis ins 20. Jahrhundert änderte sich nichts an der Vorstellung eines immer gleich bleibenden unendlichen Universums. Selbst Albert Einstein fügte eine kosmologische Konstante in seine Allgemeine Relativitätstheorie ein, um das bis dahin herrschende Weltbild zu retten. Später bezeichnete er diesen Kunstgriff als „größte Eselei“, denn astronomische Beobachtungen von Edwin Hubble und theoretische Überlegungen von Alexander Friedmann ließen erkennen, dass der Kosmos nicht statisch ist, sondern sich in Wirklichkeit ausdehnt. Dies führte unmittelbar zu der Erkenntnis, dass die Welt nicht schon seit unendlichen Zeiten existiert hat, sondern vor ca. 13,7 Mrd. Jahren aus einer Singularität entstanden ist, dem Urknall.
Während in der Antike die Erde noch im Zentrum des Weltbildes stand, ist sie nach heutigen Vorstellungen lediglich ein recht kleiner Planet eines gewöhnlichen Sterns in einer vollkommen durchschnittlichen Spiralgalaxie. Dass ausgerechnet hier die Bedingungen so perfekt für die Entstehung von Leben eingerichtet erscheinen, wird mit dem anthropischen Prinzip erklärt: „Nur weil die Bedingungen günstig für die Entwicklung von intelligentem Leben waren, können wir heute über unsere Entstehung nachdenken, denn sonst wären wir nicht hier.“
Das Postulat Giordano Brunos (1548–1600), dass es kein Zentrum der Welt gäbe, dass die Welt weder geozentrisch noch heliozentrisch sei, sondern dass alle Sterne weit entfernte Sonnen seien, hatte Auswirkungen auf die mittelalterliche Gesellschaftsordnung. Das bisherige Weltbild einer hierarchisch geordneten Welt (Adel (Könige) und Klerus (Päpste) an der Spitze/Zentrum der Hierarchie, die einfachen Menschen (Bauern, Handwerker) unten in der Hierarchie) geriet ins Wanken und wurde schließlich abgelöst durch die Vorstellung, dass alle Menschen gleich seien (Aufklärung, 17./18. Jahrhundert).
Pierre Teilhard de Chardin (1881–1955), frz. Jesuit, der die biologische Evolution für vereinbar mit religiösen Vorstellungen hält, vertrat in Die Vielheit der bewohnten Welten (1953), dass es Millionen durch die Himmel verstreute Menschheiten geben müsse. Wörtlich meinte Teilhard: „Aufgrund dessen, was wir heute über die Zahl der Welten und ihrer inneren Evolution wissen, ist die Idee eines einzigen hominierten Planeten innerhalb des Universums faktisch bereits fast ebenso undenkbar geworden, wie die eines ohne genetische Beziehungen zu den übrigen Lebewesen der Erde aufgetretenen Menschen.“ Der Teilhard häufig unterstellte anthropomorphe Zentrismus ist eine Fehlinterpretation seiner Punkt-Omega-Theorie, die sich niemals auf den Menschen, sondern immer auf das Leben im gesamten Kosmos bezogen hat. Ob diese Art von (anthropomorphem) Zentrismus gültig ist, wird von verschiedener Seite in Zweifel gezogen. Im Rahmen des Seti-Projekts wird jedenfalls gegenwärtig nach außerirdischem intelligentem Leben gesucht.

## Weltbilder im Zusammenhang mit religiösen Vorstellungen
Das älteste uns derart überlieferte – wenngleich nur spekulativ zu deutende – Weltbild ist das der Religion im Paläolithikum, wie sie sich in Höhlen- und Felsbildern, Bestattungen und Idolen präsentiert. Im Neolithikum findet eine massive Veränderung aufgrund der neuen agrarischen und hirtennomadischen Wirtschaftsform statt. Die nun entstehenden Stadtstaaten des Vorderen Orientes entwickeln diese Weltbilder dann weiter bis zur Bronzezeit und zu den dann erstmals entstehenden Flächenstaaten. Sie orientieren sich dabei an den nun zunehmend sich ausweitenden Erkenntnissen der Astronomie und anderer sich entwickelnder Naturwissenschaften und werden Teil der immer stärker systematisierten und machtpolitisch etablierten Religionen und des sich in ihnen ausbildenden Priestertums, entwickeln dabei parallel auch philosophische Systeme (etwa im alten Griechenland). Die Entwicklung über Antike, Mittelalter und Neuzeit sowie in den entsprechenden Kulturphasen im außereuropäischen Bereich ist von nun an vorwiegend religiös-machtpolitisch bestimmt. Das gilt bis in die allerneueste Zeit mit den Weltbildern, welche den Ideologien zugrunde liegen, die nun häufig von philosophischen Elementen (Marxismus, Kapitalismus, Materialismus usw.) beherrscht werden, nachdem die Religionsvertreter ihre Deutungshoheit nach dem Ende des Mittelalters parallel zur Entwicklung der modernen Wissenschaft und Technik nach und nach verloren haben. Eine Gegenentwicklung stellen dabei die oft rückwärtsgewandten Weltbilder der „modernen“ Sekten oder der Esoterik, aber auch des orthodoxen Islam und Judentumes dar.